# اس‌تی‌اس-۲۸
اس‌تی‌اس-۲۸ (انگلیسی: STS-28) سی‌امین مأموریت شاتل فضایی ناسا بود.